# Райчо Каролев
Райчо Михов Каролев е български просветен деец, политик, историк и богослов. Първият директор на Априловската гимназия в Габрово. Още директор на елитните Първа мъжка гимназия в София и мъжката гимназия в Пловдив. Участва в няколко парламента като представител на Либералната партия, а от 1884 до 1886 г. е министър на народното просвещение и директор на Статистиката. Книжовник, просветител, учител, общественик и новатор, той работи с целия си порив на духа за възхода на България и народа си. Р. Каролев заема поста директор на Народната библиотека, където е назначен през февруари 1895 г. През 1903 г. става съветник във Върховната сметна палата.

## Биография

### Произход, образование и работа
Райчо Каролев е роден на 27 февруари (15 февруари стар стил) 1846 г. в Габрово. От 1863 г. учи в Киев, където завършва семинария (1867) и Духовна академия (1871). След това е учител (1871 – 1875) и директор (1875 – 1876) на взаимното училище в Габрово. След Априлското въстание през 1876 г. е арестуван за кратко. По време на Временното руско управление е училищен инспектор, а от 1880 до 1884 г. е директор на Габровската гимназия. От 1871 г. е дописен, а от 1884 г. – редовен член на Българското книжовно дружество.

### Професионална кариера
През лятото на 1877 г., когато руските войски влизат в Габрово, Райчо Каролев е избран за председател на Габровската община. По искане на ген. Валериан Дерожински Райчо Каролев и Иван Колчев Калпазанов провеждат работна среща с него. Ген. Дерожински изисква българин да премине Балкана и да отнесе писмо от великия княз Николай Николаевич до ген. Гурко.
Иван Колчев Калпазанов осигурява свой верен работник, който отнася писмото и за 24 часа се връща с отговор. Ген. Дерожински повежда част от Габровския отряд към връх Шипка за демонстративна маневра, докато ген. Гурко се качи от юг на Шипка. Войната започва.

### Политическа кариера
Райчо Каролев е министър на народното просвещение във второто правителство на Петко Каравелов (1884 – 1886), но след неговото сваляне се оттегля от политическия живот. През следващите години е директор на Първа софийска мъжка гимназия (1886 – 1890), на Пловдивската мъжка гимназия (1890 – 1894), на Народната библиотека „Свети Кирил и Методий“ (1895 – 1899) и на Дирекцията на статистиката (1899). От 1900 до 1903 г. е учител в Първа софийска девическа гимназия, а от 1903 до 1910 г. е чиновник във Върховната сметна палата.

### Смърт
Райчо Каролев умира на 22 март 1928 г. в София.

## Семейство
Съпругата на Райчо Каролев е Мария Андрейчева.
Негов син е оперният певец Цветан Каролев и санитарният генерал-майор Борис Каролев.